# 倫敦及東北鐵路4468號機車
倫敦及東北鐵路4468號機車是一台倫敦及東北鐵路A4型蒸汽機車，1938年由唐卡斯特工廠製造。英文别稱“Mallard”，中文意譯為“野鴨號”，中文音譯為“馬拉德號”。曾創造了時速126英里（203公里）的蒸汽機車速度紀錄。
4468號機車最初屬倫敦及東北鐵路公司所有。1946年，倫敦及東北鐵路公司對機車編號進行了調整，原4468號機車車號變更為22号。1948年改屬英國鐵路，車號再次變更為60022号。1963年4月25日退役。
A4型機車是一款由尼格爾·格雷斯利設計的高速流線型蒸汽機車。經風洞試驗的空氣動力學車身和高功率使其時速超過100英里（160公里）。在二戰前，為保證“銀禧號”和“加冕號”等列車的正點運行，A4型需以超過90英里（145公里）每小時的速度行駛，這些列車常常會達到每小时100英里的速度。而英國鐵路成立後曾規定普通班次蒸汽牽引列車限速為時速90英里。LNER 4468在1963年退役前，運行總里程近150萬英里（240萬公里）。
60022號機車目前作為英國國家收藏的一部分在英國約克郡大英鐵路博物館作靜態展示。

## 保存
20世紀80年代，60022號機車曾一度恢復至運用狀態，並進行過動態展示。1986年7月，該機車曾擔當約克至斯卡布羅間的旅遊專列的牽引任務；1987年復活節前後，該機車曾牽引列車運行於約克至哈羅蓋特/利兹間。1988年時由該機車牽引的與特别紀念郵票的發行有關的倫敦-馬里波恩-班伯里間的“郵政普爾曼號（Postal Pullman）”專列，由於事先宣傳效果好，列車快速通過皇家薩頓站時當地有不少民衆聚集圍觀。此後60022號機車未有動態展示。
60022號機車目前靜態展示於約克的大英鐵路博物館。2008年7月5日的周末，60022號機車與其它3台保存在英國的“倫敦及東北鐵路A4型蒸汽機車”同時進行戶外展示，這是A4型機車退役后的首次集體展示。2010年6月23日該機車移至希爾登鐵路博物館進行靜態展示，2011年7月19日運回位於約克的總館大廳内。